# Zuijdwind
Zuijdwind was een buitenplaats in 's-Gravenzande.
Het landgoed had een boerderij die in 1969 door jonker Crequi dit de la Roche werd gekocht.
In de 17de en 18de eeuw kochten veel rijke stadsmensen een buitenplaats en 's-Graveland had twaalf buitenplaatsen, waarvan Alsemgeest met 40ha grond de grootste was. Het grote huis Zuijdwind werd in 1715 gebouwd door de familie Bleiswijk. Deze verkocht het aan Hendrik van Slingelandt, die in 1730 trouwde met Maria Catharina van den Burch (1707-1761). Hun zoon Barthout (1731-1798) en zijn echtgenote Magdalena Anna Elisabeth van Boetzelaer (1756-1808) bleven er wonen en kregen vier kinderen. Hun zoon Hendrik verkocht het huis na het overlijden van zijn  moeder. Het huis werd afgebroken.
In 1824 werd het Overbosch (het westelijk van de Naaldwijkseweg gelegen deel van Zuijdwind) toegevoegd aan de buitenplaats Vreedelust, eigendom van de 's-Gravezandsche notaris De Fremery. Hij noemde de buitenplaats voortaan Oostduin.

## Bewoners
- Hendrik en Maria van Slingeland
- 1756-1808: Barthout en Magdalena van Slingelandt
- 1815-1835: Hendrik van Slingelandt